# Stratyfikacja (archeologia)
Stratyfikacja – nazwa pochodzi od łacińskich słów: stratum „warstwa” i facio  „robię”. W archeologii oznacza proces tworzenia się warstw, czyli tzw. proces stratyfikacyjny na stanowisku archeologicznym odzwierciedlający sekwencję zdarzeń, które miały na nim miejsce w przeszłości. Wykopaliska stratygraficzne mają na celu uzyskanie takiej sekwencji. 
Podstawowe prawa stratyfikacji przejęte z geologii i zmodyfikowane dla potrzeb archeologii to:
- Prawo superpozycji – w przypadku nienaruszonego stanowiska, przy zachowanym jego kontekście, warstwy młodsze zalegają na warstwach starszych. Nowo powstająca warstwa musiała być wcześniej zdeponowana na warstwie starszej.
- Prawo pierwotnej ciągłości – każda warstwa znajdująca się w pozycji pierwotnej jest ograniczona ukształtowaniem podłoża na którym powstaje (jama, jaskinia, zagłębienie, wzniesienie) albo zanika w kierunku swoich krawędzi. Jeżeli krawędź warstwy jest odsłonięta jako płaszczyzna pionowa, to jej fragment musiał w takim razie zostać usunięty wcześniej w czasie prac ziemnych lub został zniszczony przez erozję.
- Prawo pierwotnej horyzontalności – każda warstwa, która ma nieskonsolidowaną postać (popiół, pył, gleba) ma tendencję do horyzontalnego ułożenia. W przypadku, kiedy złoża są pochyłe oznacza to, iż zostały tak pierwotnie zdeponowane lub dostosowały się do kształtu podłoża.

Wyróżniamy trzy klasy jednostek stratyfikacji archeologicznej:
- Warstwy materiału zdeponowane poziomo lub o przebiegu zbliżonym do horyzontalnego. (wokół muru, jamy). Na stanowisku archeologicznym takie warstwy mogą być pochodzenia naturalnego lub być wynikiem działalności ludzkiej. Jeśli warstwy są dziełem człowieka, wtedy mają zazwyczaj przebieg poziomy – z racji funkcji jakie pełniły (drogi, podłogi domów).
- Obiekty negatywowe, czyli przecinające warstwy (jamy, doły, fosy).
- Obiekty pozytywowe – konstrukcje znajdujące się na powierzchni gruntu. Występuje wokół nich akumulacja warstw (wały, mury). Warstwy powstałe w wyniku działalności ludzkiej (antropogeniczne) są charakterystyczne, ponieważ nie mają żadnych analogii z warstwami w geologii.

Badanie sekwencji układu warstw jest bardzo ważne dla archeologa. Przykładowo, zabytki odnalezione w jednej warstwie prawdopodobnie pochodzą z tego samego okresu. Zabytki znalezione w warstwach niższych zazwyczaj są starsze od tych znalezionych w warstwach wyższych. Badając sekwencje układu warstw, można prześledzić historię danego stanowiska i je wydatować.